# インデュアホーム
株式会社インデュアホームは、岩手県花巻市に本拠を置く、日本のハウスメーカー。主に輸入住宅のフランチャイズ事業を展開する。

## 概要
1991年（平成3年）4月16日設立。日本国内に輸入住宅のフランチャイズ事業を展開。全国の地域工務店の輸入住宅建築経営の支援を行っている。北米、北欧、南欧、アジアンなど幅広く世界各国のデザインテイストを扱うほか、オリジナルデザインの輸入部材・輸入建材を行い、計14の商品ラインナップを持つ。欧米の美意識とライフスタイルを日本の住宅にとりいれたデザインを特徴とする。天然無垢材のほか、建具・建材、装飾飾り金具や素焼きタイル、塗料なども海外輸入を行う。
同社のこうしたコンセプトは、個性的な美観やビンテージ感を求める施主の支持を集める。全国のFC加盟店と連携した最新の住宅事情や体験を共有する会議や研修システムを持ち、地域の異なる同業他社との情報交換を推進。国内外に40店舗を超える加盟店ネットワーク（2024年1月現在）を持つ。

## 特徴
フランチャイズとして"1エリア1社制"で展開し、国内のみならず、海外のデザインの建材なども在庫として持っているため、フランチャイジーは独自の施工が可能である。フランチャイジーは、本部以外からの仕入れも許可されている。また、一定期間、顧客の新居をモデルルームとして活用するため、加盟店は展示場を持つ必要がない。全国の拠点で研修が行われ、加盟店同士でのコミュニケーションも活発であるといった特徴を持つ。
工法はツーバイフォー工法やパネル工法を採用。自由設計で広くオープンな間取りを特徴とし、輸入住宅でありながら、和のテイストを盛り込むことも可能。欧米の住宅の特徴であるライフステージの変化に合わせ家を維持管理し、「経年美化」を楽しむというコンセプトを持つ。南仏風、北欧風、イギリス風、北米風などバリエーションを持ち、元の国のライフスタイルや設計思想を取り入れている。すべてに「ベタ基礎」を採用。余震対策に「制震テープ」を採用。

### オリジナルブランド
「La Vie en rose（ラヴィアンローズ）」、「SURREY（サーレー）」、「sa-Mijas（ミハス）」など。
平屋の「HIRAYA」、ガレージハウスの「り・プレジャー」、ロフトを持つ「One More」、内部を自由にできる「スケルトン・インフィル」など。

## 受賞歴
リビングアンドパートナーズ、GMOリサーチの調査で注文住宅部門で「利用満足度」などで３冠を達成した。

## フランチャイズ展開
- 東北8店舗
- 関東6店舗
- 東海4店舗
- 中国1店舗
- 四国2店舗
- 九州7店舗
- 韓国9店舗

（2025年6月現在）
以上出典